# Galaxaure
Galaxaure, Galaxaura ou Galaxauré (en grec ancien Γαλαξαύρη / Galaxaúrê) est, dans la mythologie grecque archaïque, une Océanide, fille d'Océan et de Téthys citée par Hésiode dans sa liste d'Océanides.

## Famille
Ses parents sont les titans Océan et Téthys. Elle est l'une de leur multiples filles, les Océanides, généralement au nombre de trois mille, et a pour frères les Dieux-fleuve, eux aussi au nombre de trois mille. Ouranos (le Flot) et Gaïa (la Terre) sont ses grands-parents tant paternels que maternels.

## Évocation moderne

### Littérature
- Dans L’Endormie (1886-1887), première pièce connue de Paul Claudel, le vieux faune Danse-la-Nuit évoque la nymphe Galaxaure qui, telle la Belle au bois dormant, attendrait que son prince charmant vienne la tirer de son sommeil[2].